# La Première Offrande d'Abel
Pour les articles homonymes, voir Offrande et Abel (homonymie).
La Première Offrande d'Abel est une sculpture allégorique en marbre d'art sacré de 1887, du sculpteur français Léon Fagel.

## Histoire
Léon Fagel (1851-1913) est natif de Valenciennes dans le Nord-Pas-de-Calais. Il est élève de René Fache à l'école académique de Valenciennes, puis de Jules Cavelier aux Beaux-Arts de Paris, avant de remporter le prix de Rome en 1879.  

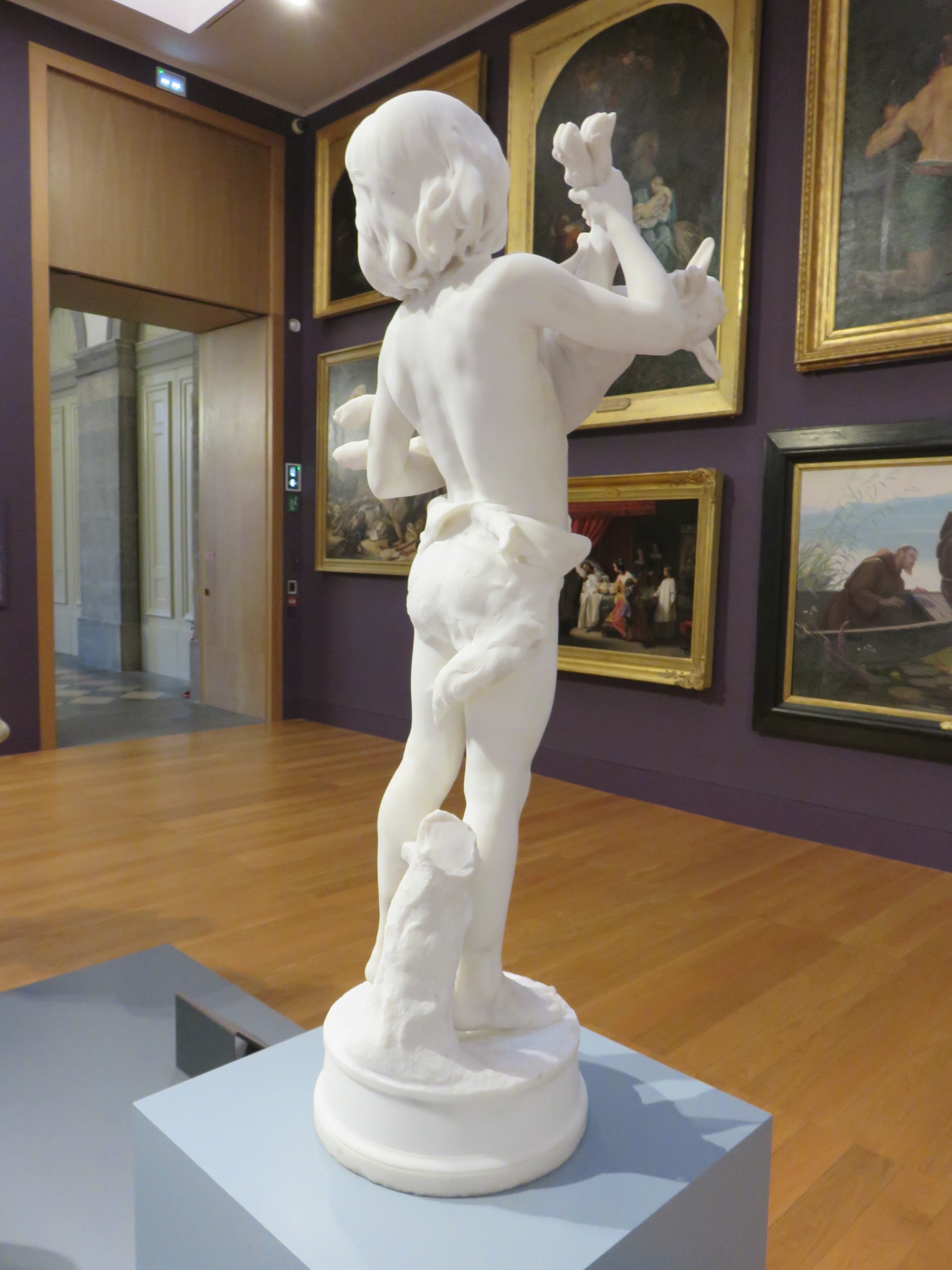

Il sculpte cette sculpture religieuse académique d'art sacré en marbre de Carrare en 1887, sur le thème du personnage d'Abel du chapitre 4 du Livre de la Genèse, premier livre de la Bible et de la religion abrahamique. 
Le jeune berger Abel (second fils d'Adam et Ève, frère cadet de Caïn) offre son premier agneau à titre de premier sacrifice et offrande sacrée à Dieu, les yeux tournés vers le ciel. Le sacrifice de cette sculpture allégorique est à l'origine symbolique de « l'agneau de Dieu » (agneau pascal et Agnus Dei). Jaloux de son frère Abel, Caïn commet le premier meurtre de l’histoire de l’humanité en le tuant. Dieu le maudit alors, le chasse de sa terre, et le condamne à errer en vagabond sur terre (Caïn et Abel (Genèse)).

## Musée des Beaux-Arts de Valenciennes
Après avoir été présentée au Salon de peinture et de sculpture de Paris de 1887, elle est exposée et médaillée lors du centenaire de la Révolution de l'Exposition universelle de 1889, de Paris, puis acquise et exposée en 1894 par le musée des Beaux-Arts de Valenciennes (ville natale du sculpteur). 